# Parigi-Bruxelles 1929
La Parigi-Bruxelles 1929, ventunesima edizione della corsa, si svolse il 2 giugno 1929 su un percorso di 366 km, con partenza da Parigi e arrivo a Bruxelles. Fu vinta dal belga Pé Verhaegen della Genial Lucifer-Hutchinson davanti al suo connazionale Maurice De Waele e al lussemburghese Nicolas Frantz.

## Ordine d'arrivo (Top 10)
| Pos. | Corridore                | Squadra                   | Tempo |
| ---- | ------------------------ | ------------------------- | ----- |
| 1    | Pé Verhaegen             | Genial Lucifer-Hutchinson |       |
| 2    | Maurice De Waele         | Alcyon-Dunlop             |       |
| 3    | Nicolas Frantz           | Alcyon-Dunlop             |       |
| 4    | Aimé Déolet              | Alcyon-Dunlop             |       |
| 5    | Bernard Van Rysselberghe | Dilecta-Wolber            |       |
| 6    | Charles Meunier          | La Francaise              |       |
| 7    | Armand Van Bruaene       | La Nordiste               |       |
| 8    | Lucien Buysse            | JB Louvet                 |       |
| 9    | Hector Van Rossem        | Alcyon-Dunlop             |       |
| 10   | Emile Joly               | JB Louvet                 |       |